# Hôtel des Ursins
L'Hôtel Juvenal des Ursins  est un hôtel particulier du XVIe siècle situé à Troyes, rue Champeaux dans le département de l’Aube.

## Localisation
L'hôtel se trouve au 26 de la rue de Champeaux à Troyes dans l'Aube.

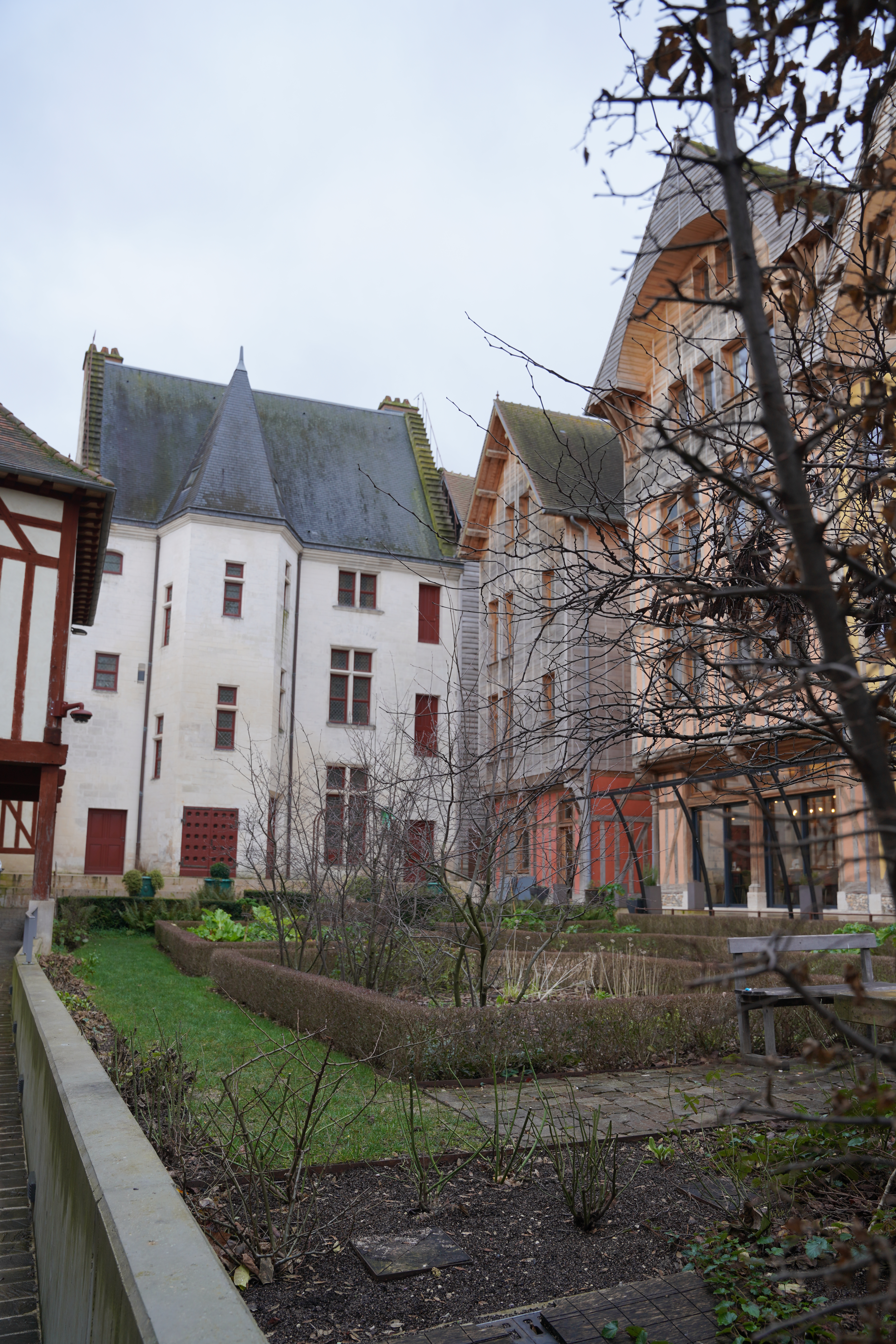
Sa cour sur la ruelle des Chats.

## Présentation
C'est la Famille Jouvenel des Ursins  qui a construit cet hôtel après le grand incendie de 1524, ils le font reconstruire en calcaire blanc. Les armes sur la façade dans le blason central de l'orel sont celles de France, surmontées d'une couronne et entouré d'un cordon de st-Michel.

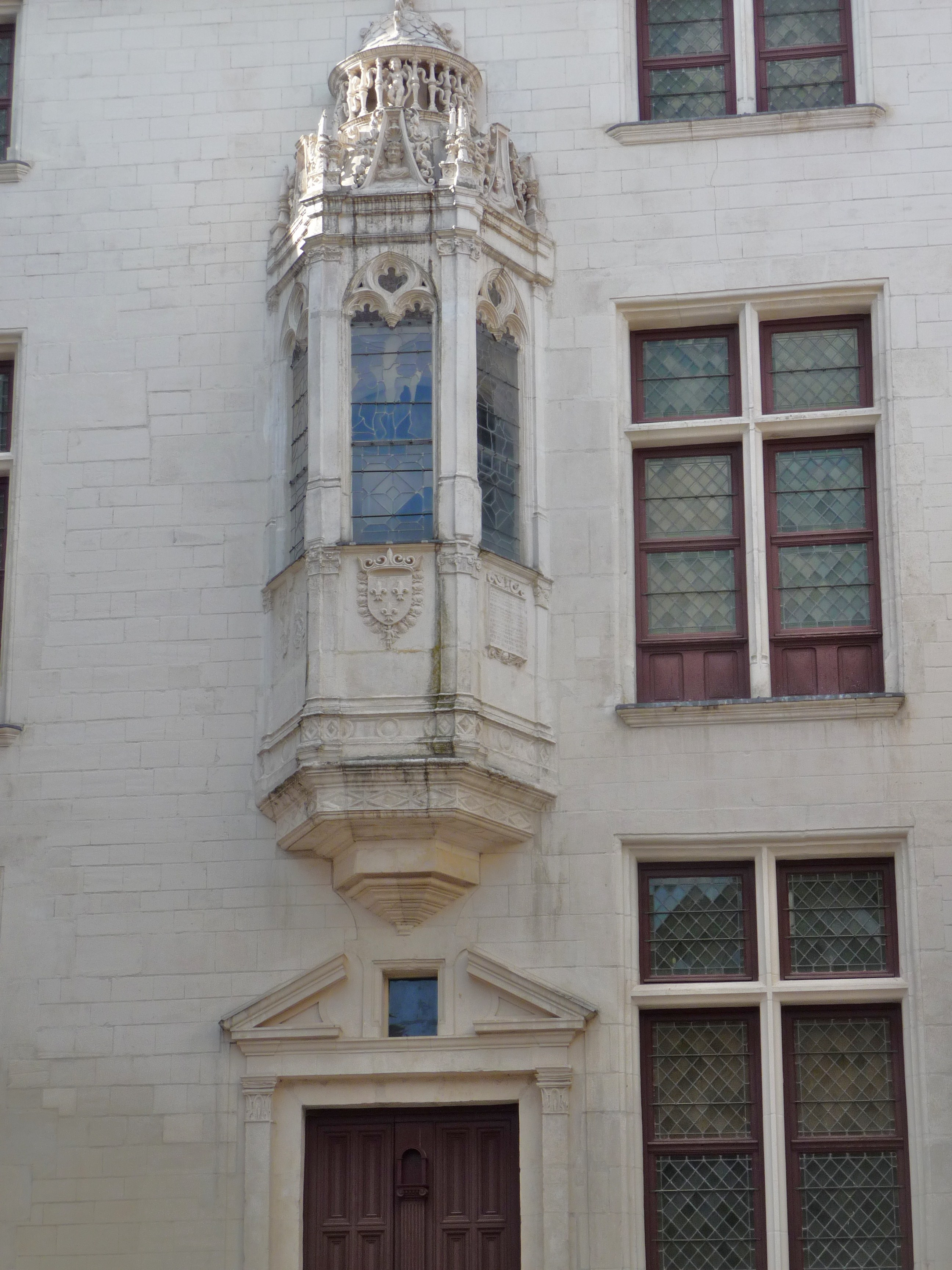
Oriel.

Sur la façade, un bel oriel en trois faces avec pour chaque face une fenêtre ogivale tréflées. Un cartouche de 1688 expliquant que la maison fut rebâtie en 1526 après avoir brûlé en 1520. Sous le dôme se trouve un amour désarmé.
Sur le toit, une grande lucarne gothique provenant d'un édifice antérieur, il est du XVe siècle.
Au premier étage se trouve deux pièces avec boiserie et cheminée  de style Louis XVIe.
L'Hôtel des Ursins est classé parmi les monuments historiques depuis 1932.